# باب ديرادلا

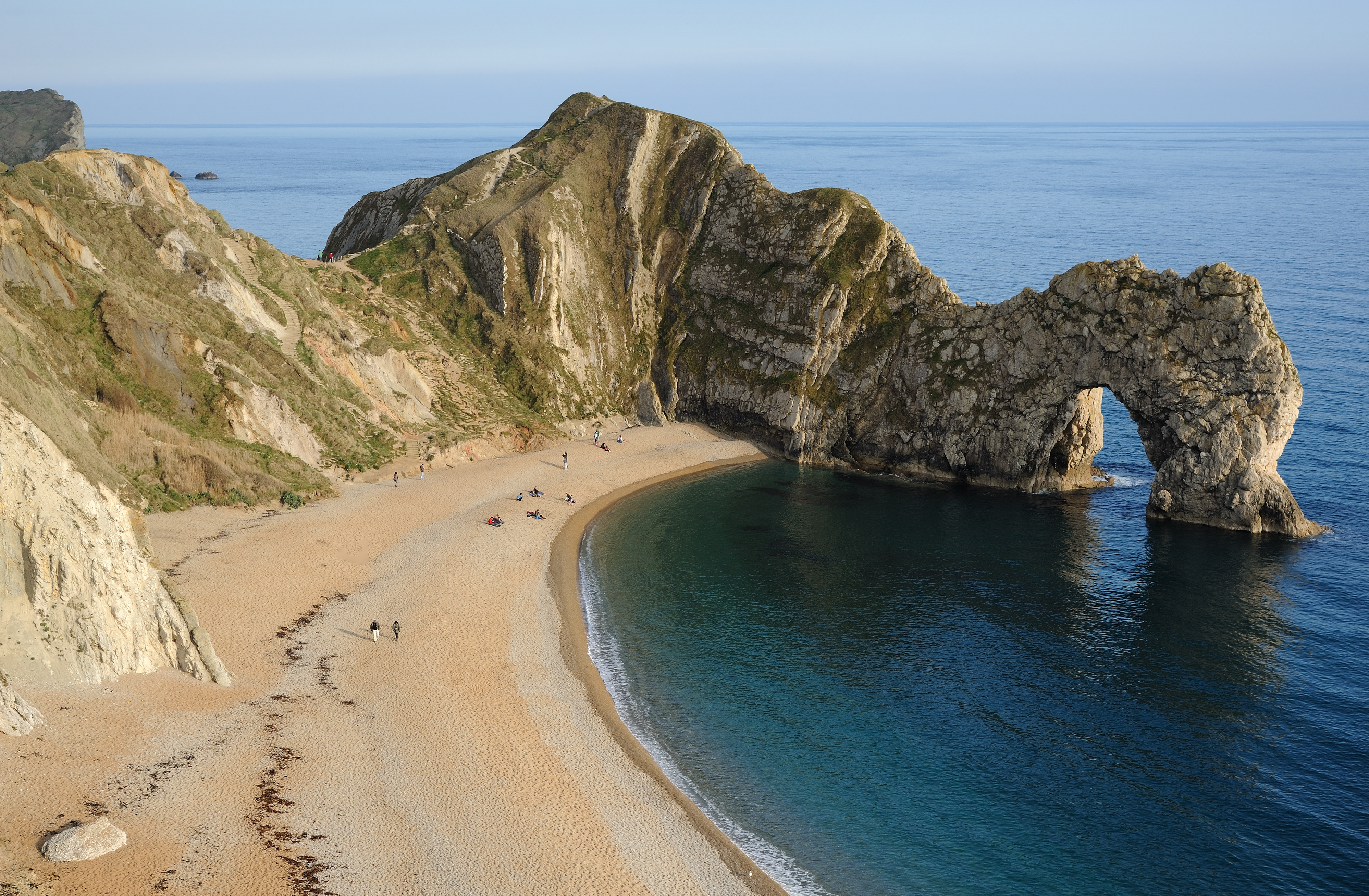
باب ديرادلا

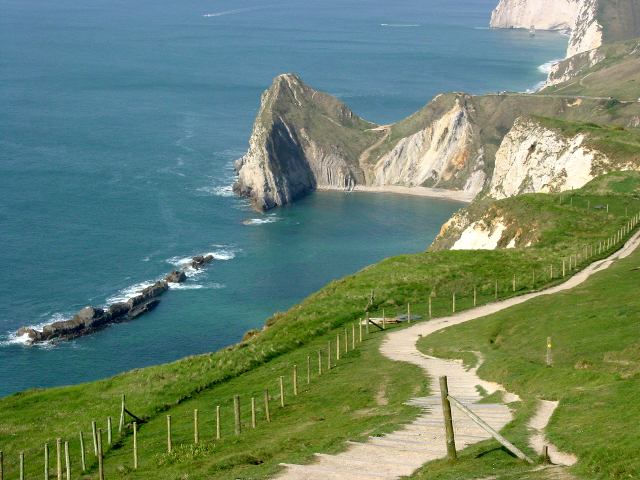

باب ديرادلا: هو جسر طبيعي من الحجر الجيري علي الساحل الجوراسي بالقرب لولوورث في دورست، انجلترا. وهو ملكية خاصة لعائلة ولدس، والتي تملك 12,000 هكتار (50 كيلومتر مربع) في دورستتحت اسم عقارات  لولوورث. وهي مفتوحة للجمهور.يرجع أصل اسم ديرادلا إلي كلمة 'thirl' في الأنجليزية القديمة والتي تعني  تجويف أو حفر.